# Néstor Tirri
Néstor Tirri, 3 de marzo de 1939, (n. Bahía Blanca, Argentina) es un escritor, periodista, ensayista, actor y crítico de cine argentino.

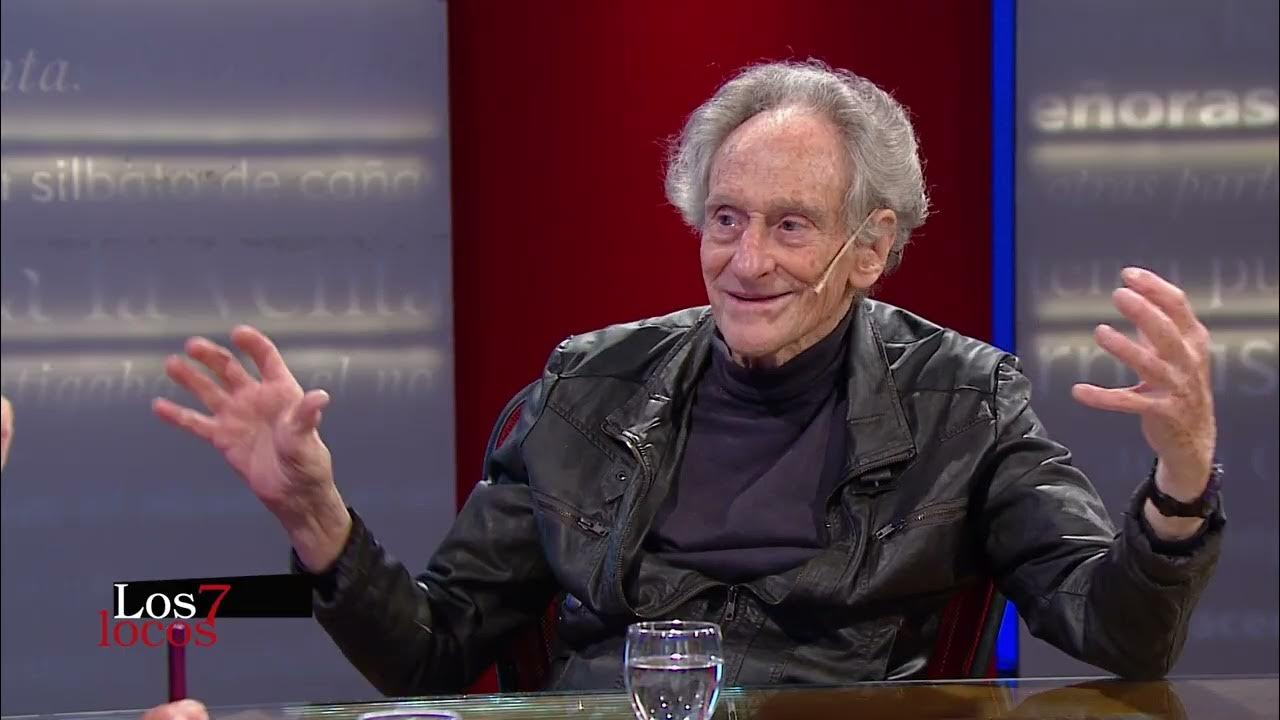
Néstor Tirri en Los Siete Locos

Se graduó como profesor en letras en la Universidad Nacional del Sur y entre 1966 y 1976 ejerció la docencia en las Universidades de San Juan y de Buenos Aires y en la Escuela Nacional de Arte Dramático (hoy, UNA), de la que también fue vicerrector. Estudió Semiología con Eliseo Verón y Semiología del Cine con Christian Metz en el IDES (Instituto de Desarrollo Económico Social), 1973-1975).
Desarrolló su tesis sobre “Perspectivas urbanas en cine y literatura” en L’Università La Sapienza de Roma, con Stefano Tedeschi (2011).
Ex crítico literario de las revistas Ficción y Sur de Buenos Aires y crítico de cine de Primera Plana y Panorama, de Buenos Aires. Ex crítico de cine y de danza del Diario Clarín de Buenos Aires (1978-1995) y coeditor del suplemento Cultura y Nación (Clarín, 1995-2000). Desde 2000 escribe como colaborador permanente de Espectáculos y
del Suplemento Ideas del diario La Nación.
Integró el Grupo Acción Instrumental (Jacobo Romano y Jorge Zulueta) y del Grupo Gente de Teatro que dirigió David Stivel, de quien fue asistente (1967-1969).

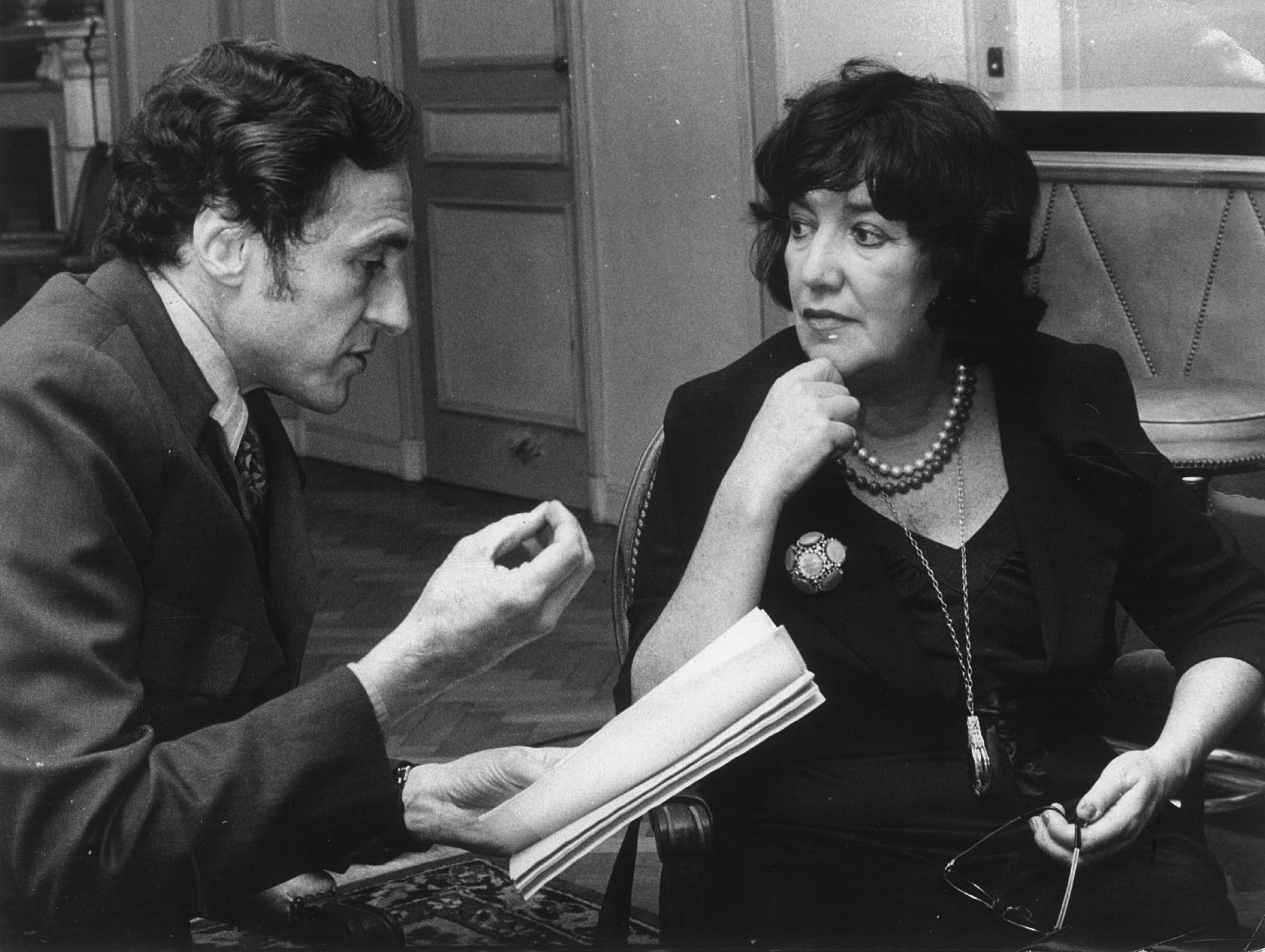
Trabajando en un guión con Beatriz Guido - 1979

Actuó en Las puertitas del Sr. López (1988) y Gombrowicz, o la seducción (Representado por sus discípulos) (1986), de Alberto Fischerman, y en La amiga (1985), de Jeanine Meerapfel.
Danza. Talleres de Dinámica y Composición, con Ana Itelman (1980-1985).

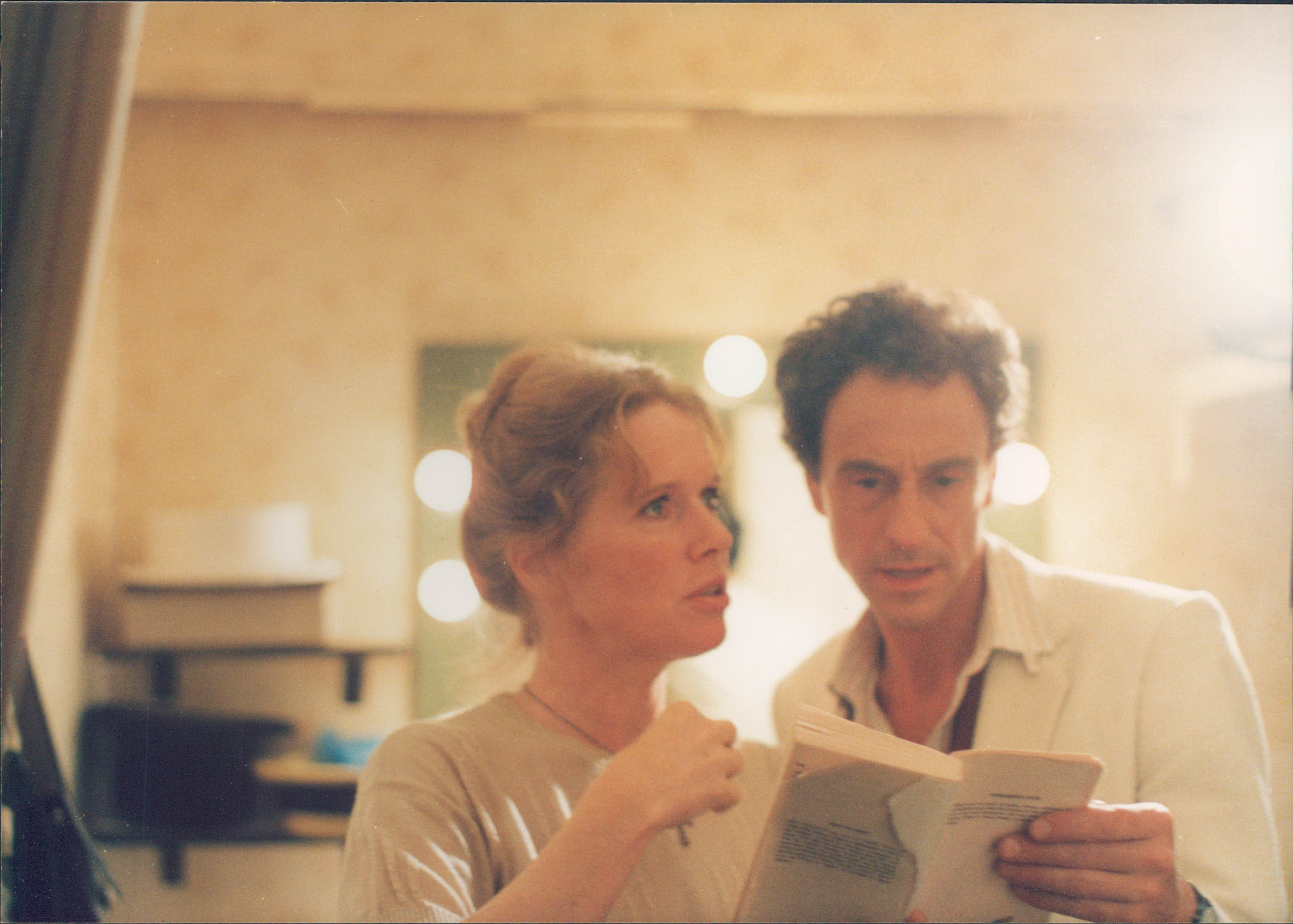
Liv Ullmann, rodaje de La amiga - 1988

Stages en la Folkwang Hochschule de Kurt Joos (Essen Werden), con Hans Züllig y en la Wuppertaler Tanztheater (Wuppertal) de Pina Bausch (1980).
Programador de la actividad cinematográfica del Instituto Italiano de Cultura de Buenos Aires, como consulente esterno entre 1994 y 2015.

## Publicaciones
Ensayos
- La vuelta a Cortázar en nueve ensayos (En colaboración Ed. Carlos Pérez, 1968)
- Realismo y teatro argentino (La Bastilla, 1973)
- El grupo de los cinco y sus contemporáneos (compilador, BACIFI y Secretaría de Cultura de la Ciudad, 2001)
- Habíamos amado tanto a Cinecittà (prólogo de Ettore Scola, Paidós, 2006)

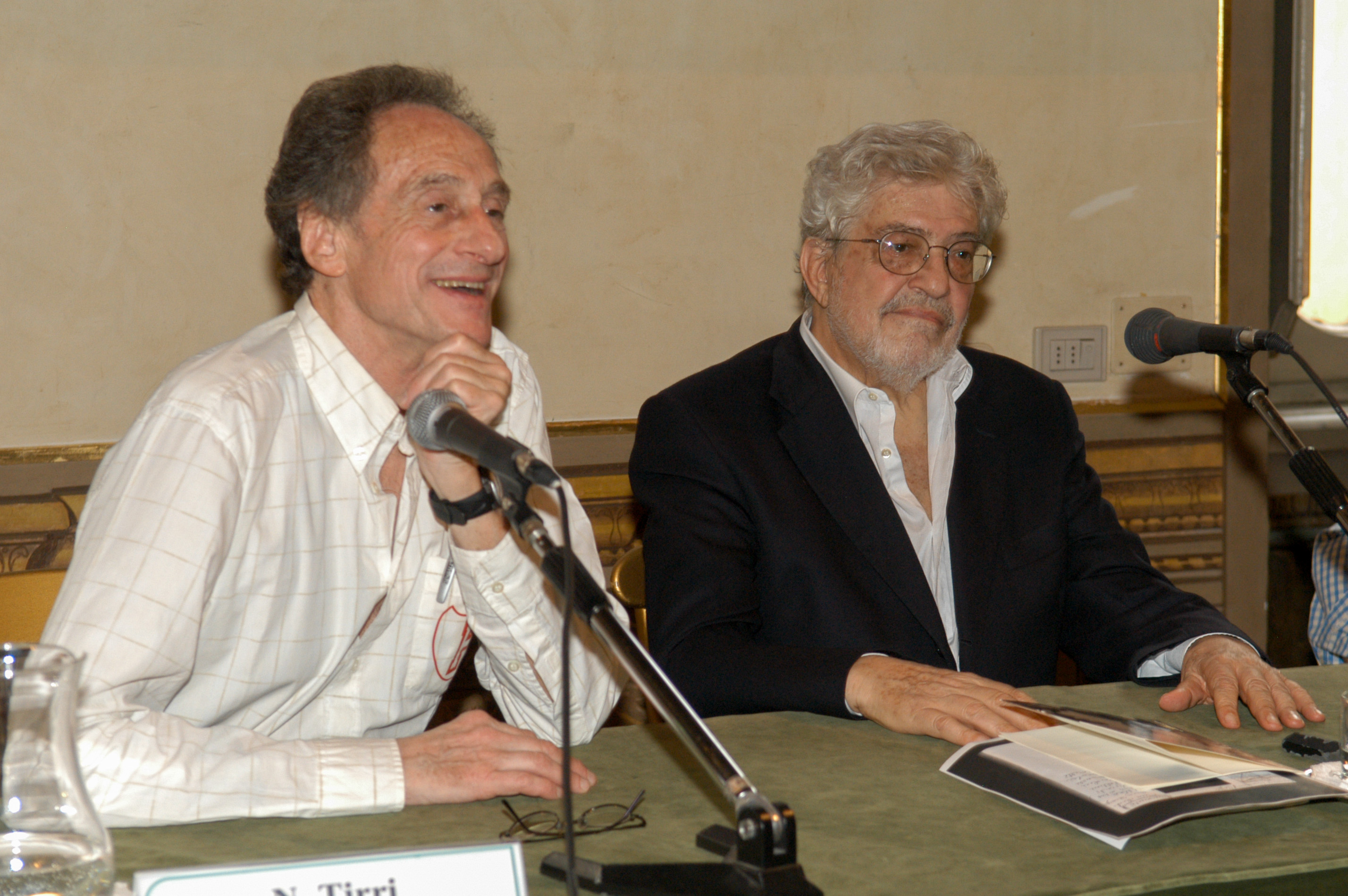
Con Ettore Scola (Presentación en Roma de Habíamos amado tanto a Cinecittà)

- El transeúnte inmóvil (La perspectiva urbana en el cine), Paidós, 2012
- Artículos y ensayos sobre Witold Gombrowicz en las revistas Teatro (del TGSM), ADN y suplemento Ideas (Buenos Aires), y en Revista Twórczosc (Varsovia, Polonia).

Novelas
- La piedra madre (finalista del Premio Internacional Plaza & Janés. Galerna, 1985)
- La claridad de la noche (Puntosur, 1988)
- Los cuadernos de Tánger-Memorias de un bon vivant (Simurg, 2000).
- Antes del amanecer (finalista del Premio Internacional de novela Emecé de 2011, Paradiso, 2015).
- La impostora de Parma (Paradiso, 2022)
- Premio Italia-Argentina (Medalla de Oro; Ambasciata d’Italia), compartido con Clorindo Testa, Jeannette Arata de Erize y Claudio Escribano (2000).
- Premio a la Vocación Académica (compartido con Hermenegildo Sábat, Fundación Feria del Libro, 2005)
- Stella della Solidarietà Italiana, in grado di Cavaliere (otorgada por el Presidente della Repubblica Italiana, Carlo Azeglio Ciampi, 2004).
- Galardón La Rosa de Cobre, compartido con Griselda Gambaro, Roberto Cossa y Mauricio Kartún, otorgado por la Biblioteca Nacional Mariano Moreno, (2023).

## Bibliografía

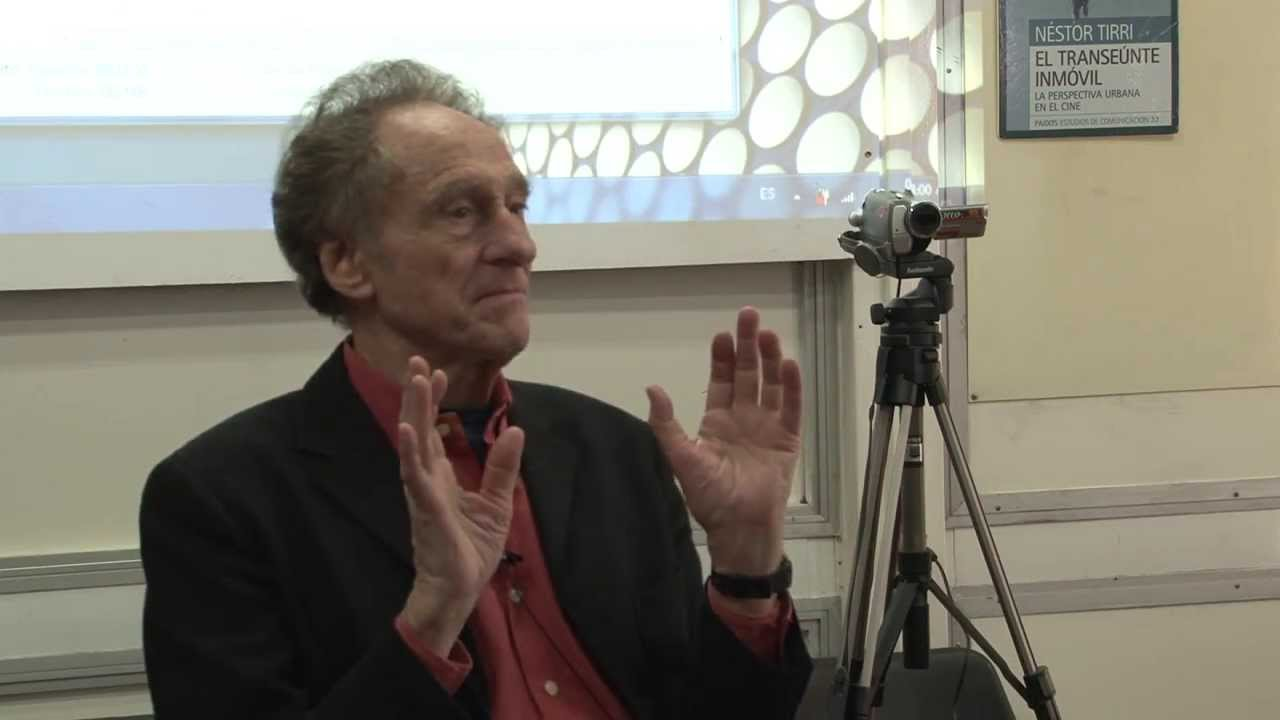
File:Clase en la FADU. 2013